# 巴彦诺尔墓
巴彦诺尔墓，即Shoroon Bumbagar墓，位于蒙古国中央省扎马尔苏木，距乌兰巴托以西160公里，图勒河河岸东北约2.5公里处，紧邻10世纪契丹城镇“克尔门登兹”（Khermen Denzh）。其建造年代为公元650至700年间，墓主为突厥贵族。

## 墓葬概况
2011年考古发现并发掘。墓葬采用唐代陵墓形制，为大型地下建筑，长42米、宽1.8米、深7.5米。这种大型地下构造具有北魏、隋代、唐代墓葬特征，与同时期突厥墓葬（多为浅坑圆形石冢）迥异 该墓未遭盗掘，出土文物丰富，包括完整墓门、大量人物雕像及龙与庙宇题材的壁画，唯缺铭文。共发现117件陶塑器物，另发现约50枚拜占庭帝国金币（作装饰用途而非流通货币）。
此墓为7世纪下半叶突厥人仿汉式墓葬的典型案例，建筑风格受唐文化影响，因在7世纪后半叶该区域处于唐朝控制之下。自阴山之战（630年）东突厥颉利可汗兵败后，突厥臣服于唐，中原文化与军事影响力在此占主导地位。
该墓与仆固乙突之墓年代相近且位置相邻。仆固乙突作为唐朝羁縻制度下的藩臣，于678年逝世。

## 图集

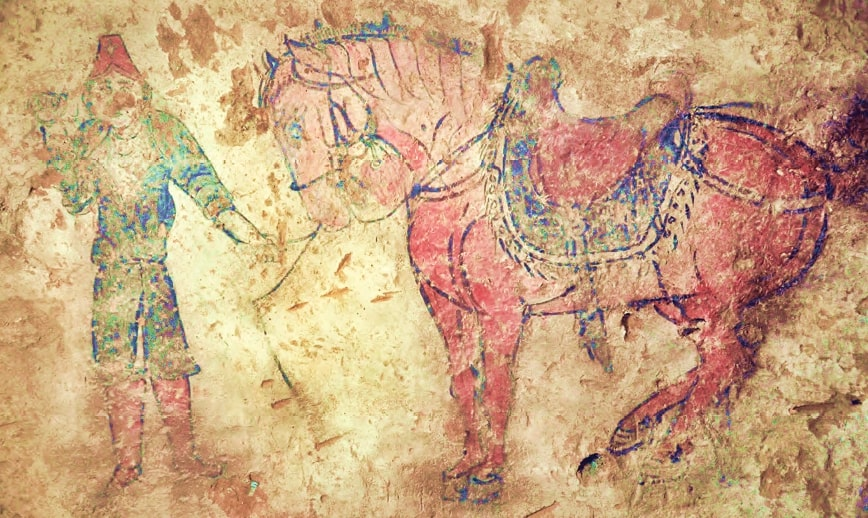
巴彦诺尔墓壁画，7世纪唐朝控制下的突厥或后突厥汗国，今蒙古国
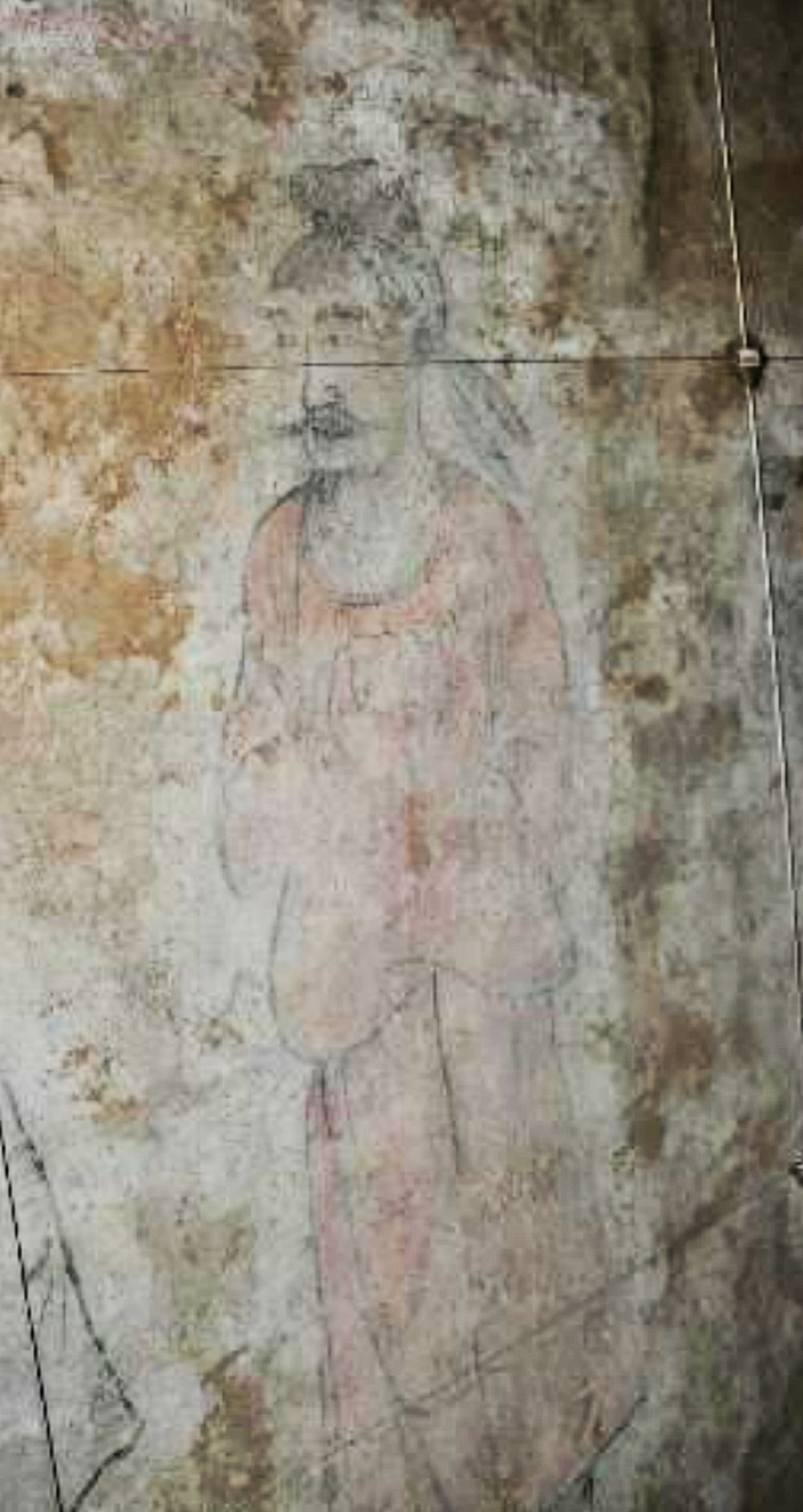
巴彦诺尔墓墓道里的壁画，穿着唐朝服装的侍者
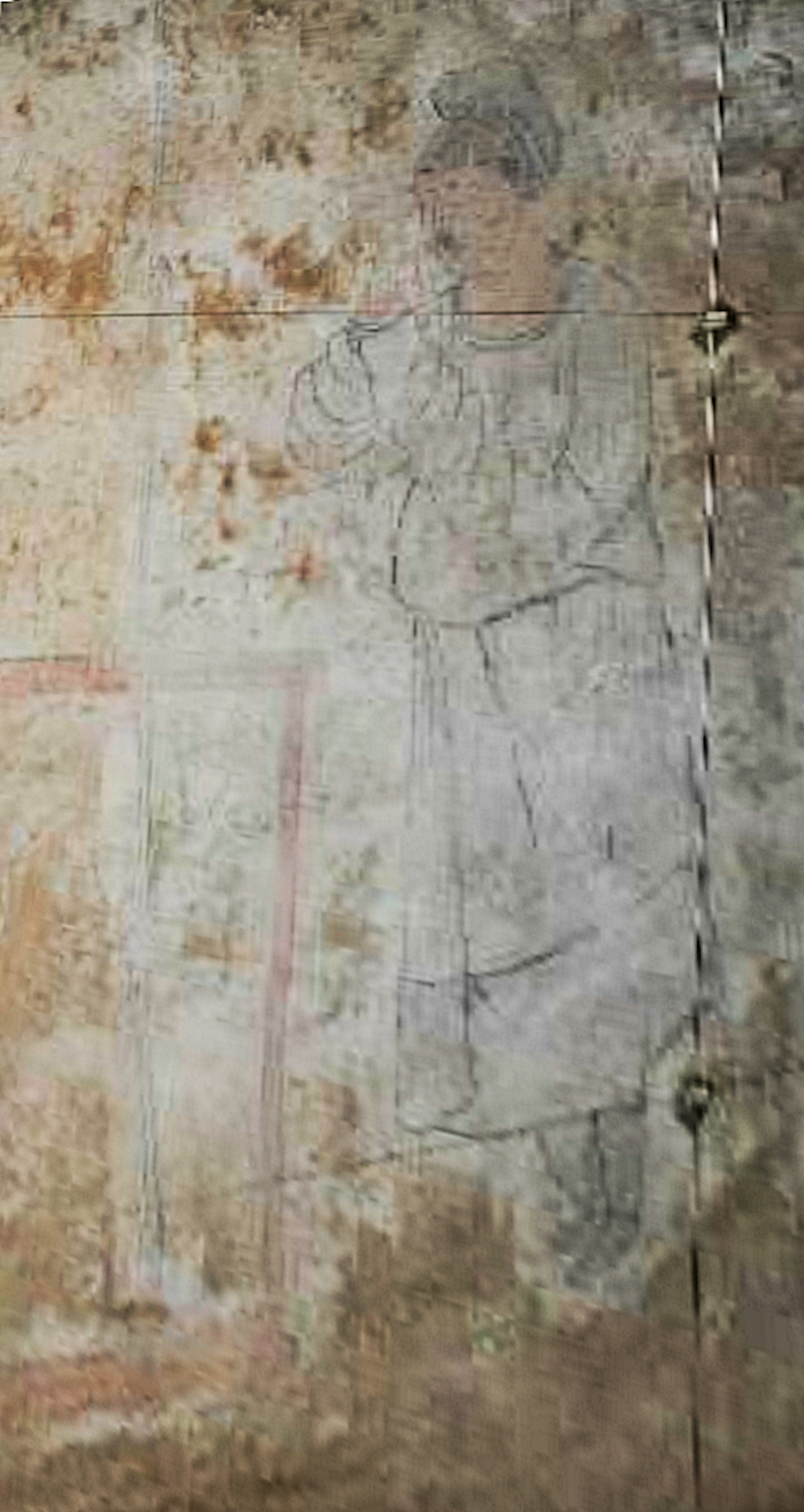
巴彦诺尔墓墓道里的壁画，穿着唐朝服装的侍者
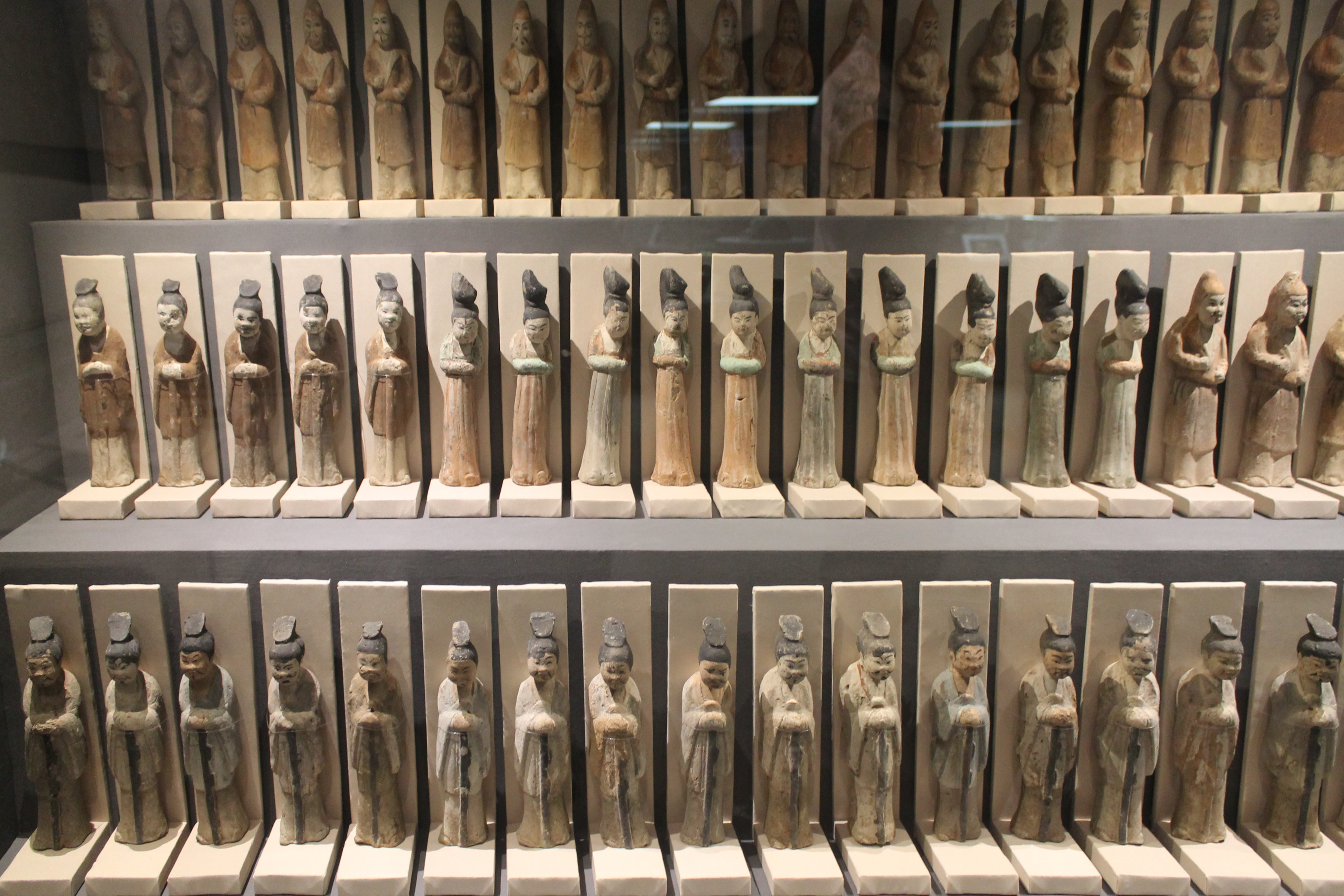
墓中的唐朝风格的雕像，哈拉和林博物馆
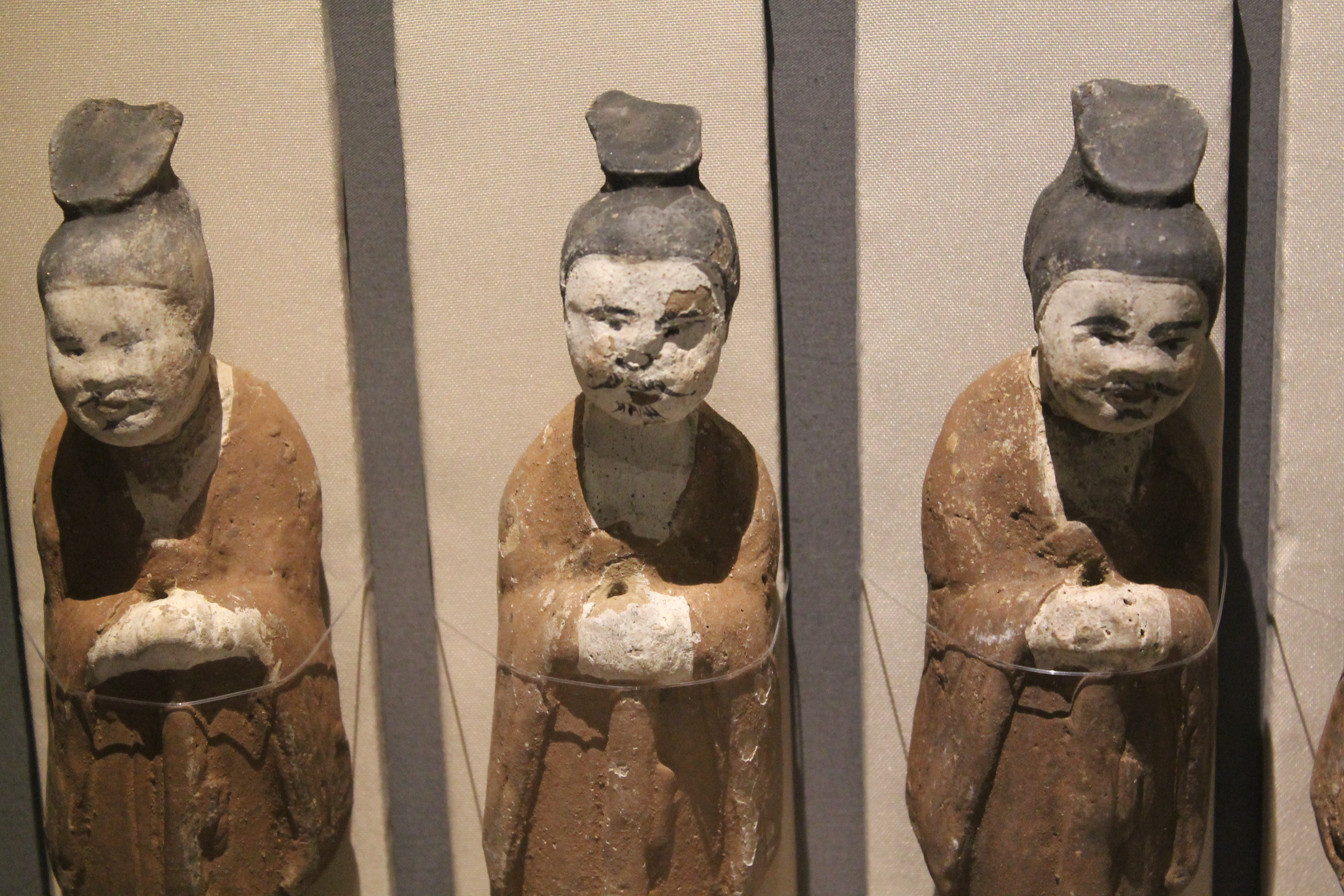
墓中的唐朝风格的雕像，哈拉和林博物馆
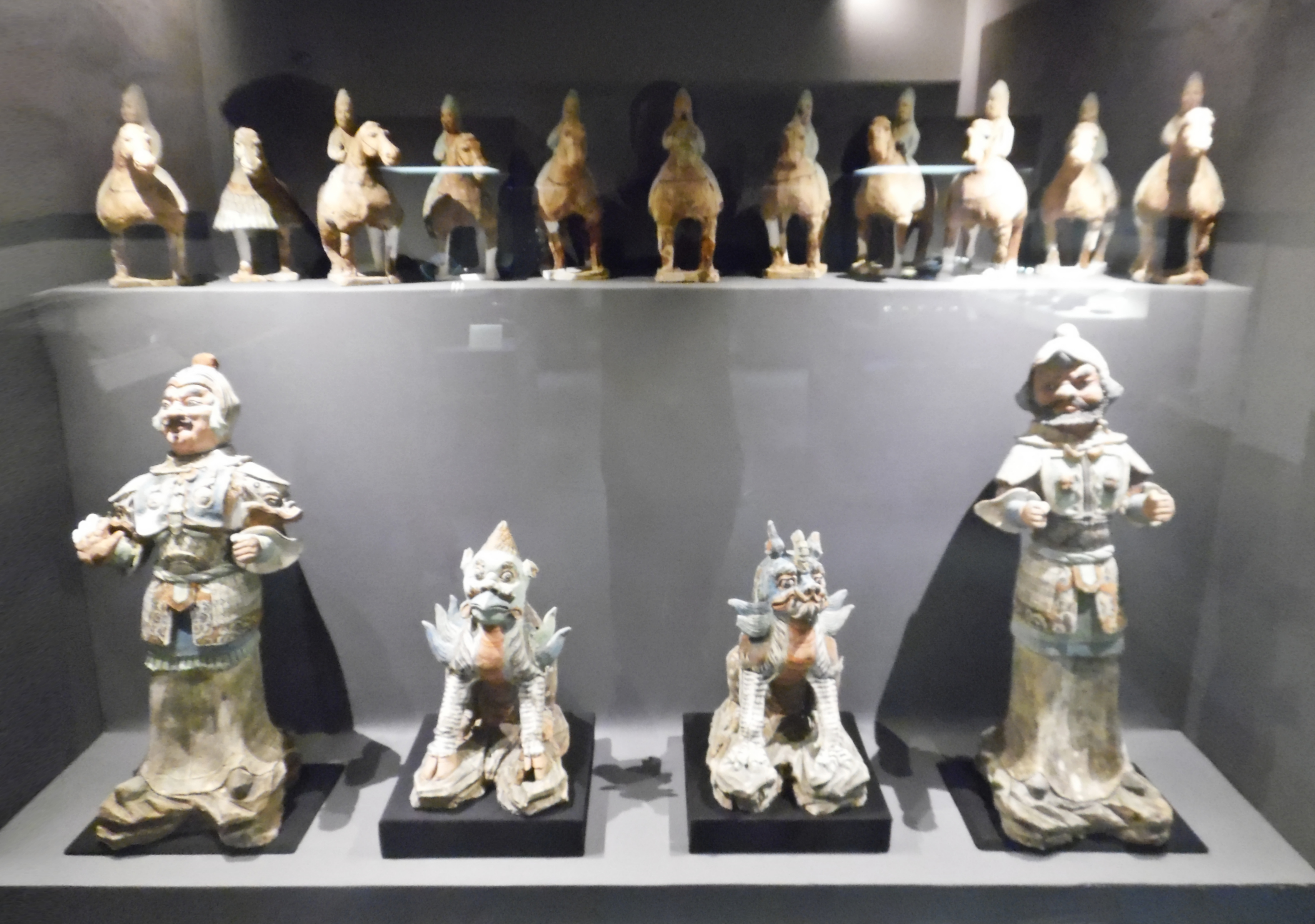
巴彦诺尔墓赤陶土雕像
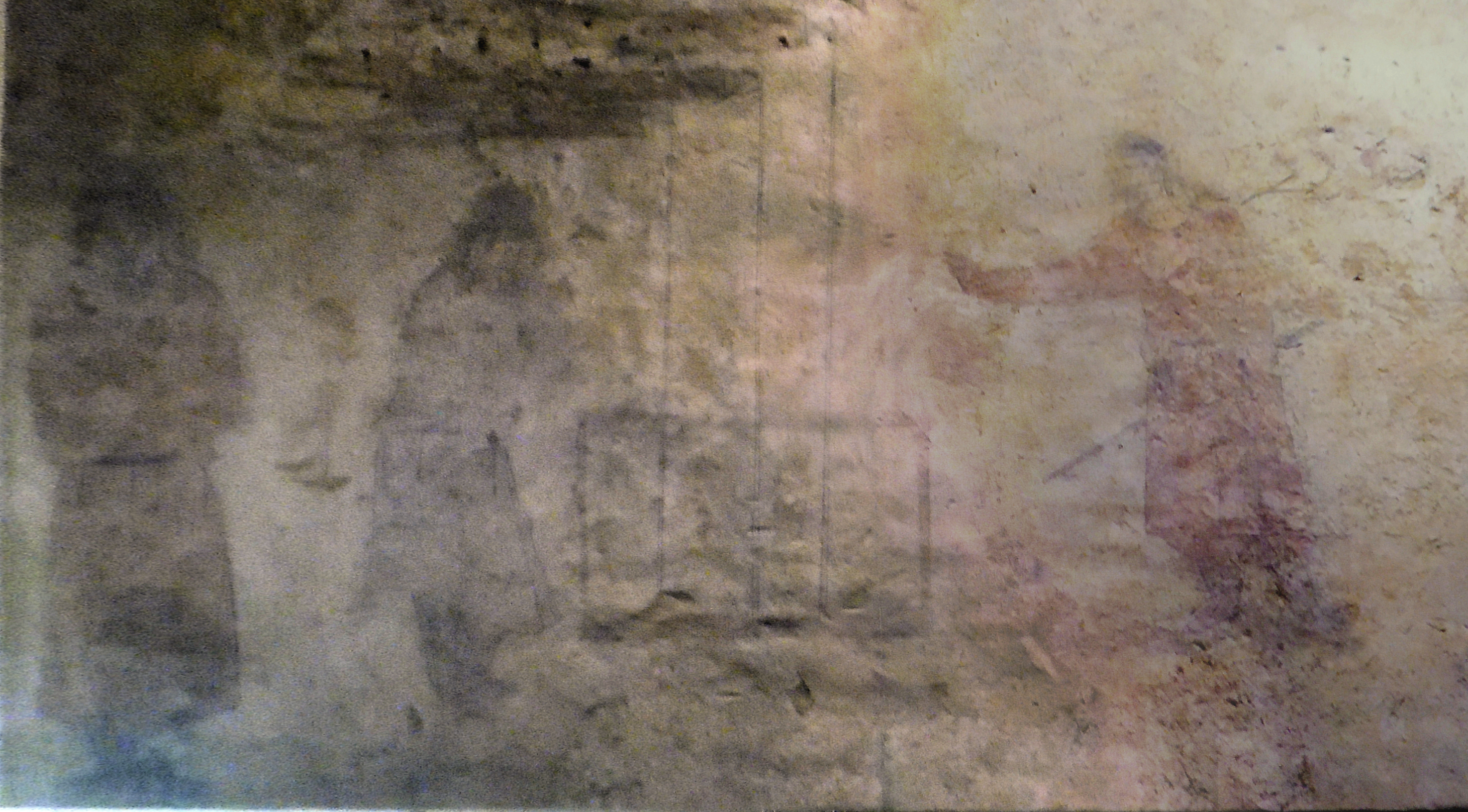
巴彦诺尔墓壁画，哈拉和林博物馆（细节）
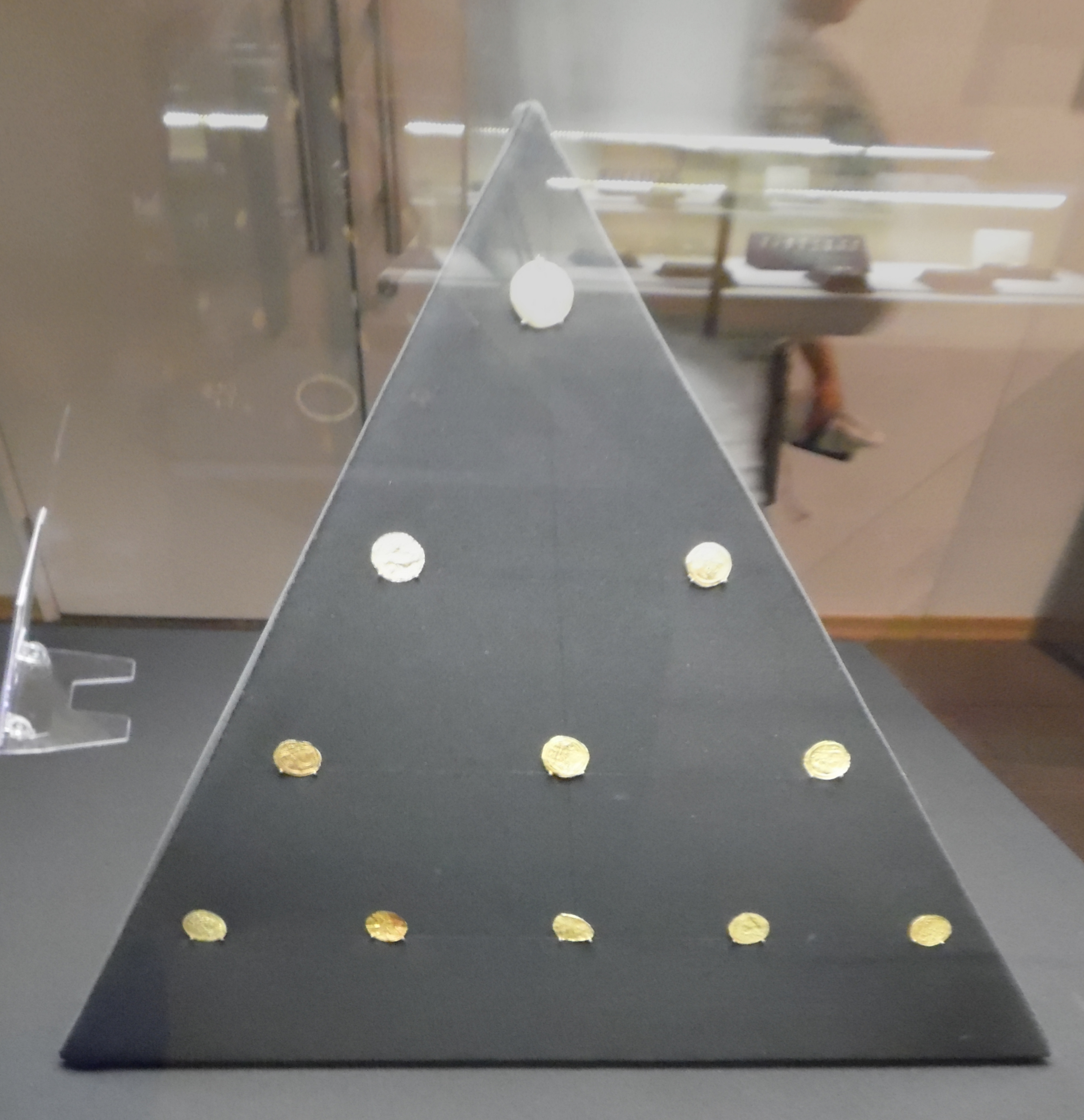
巴彦诺尔墓拜占庭帝国金币，哈拉和林博物馆